# 蒋家杰

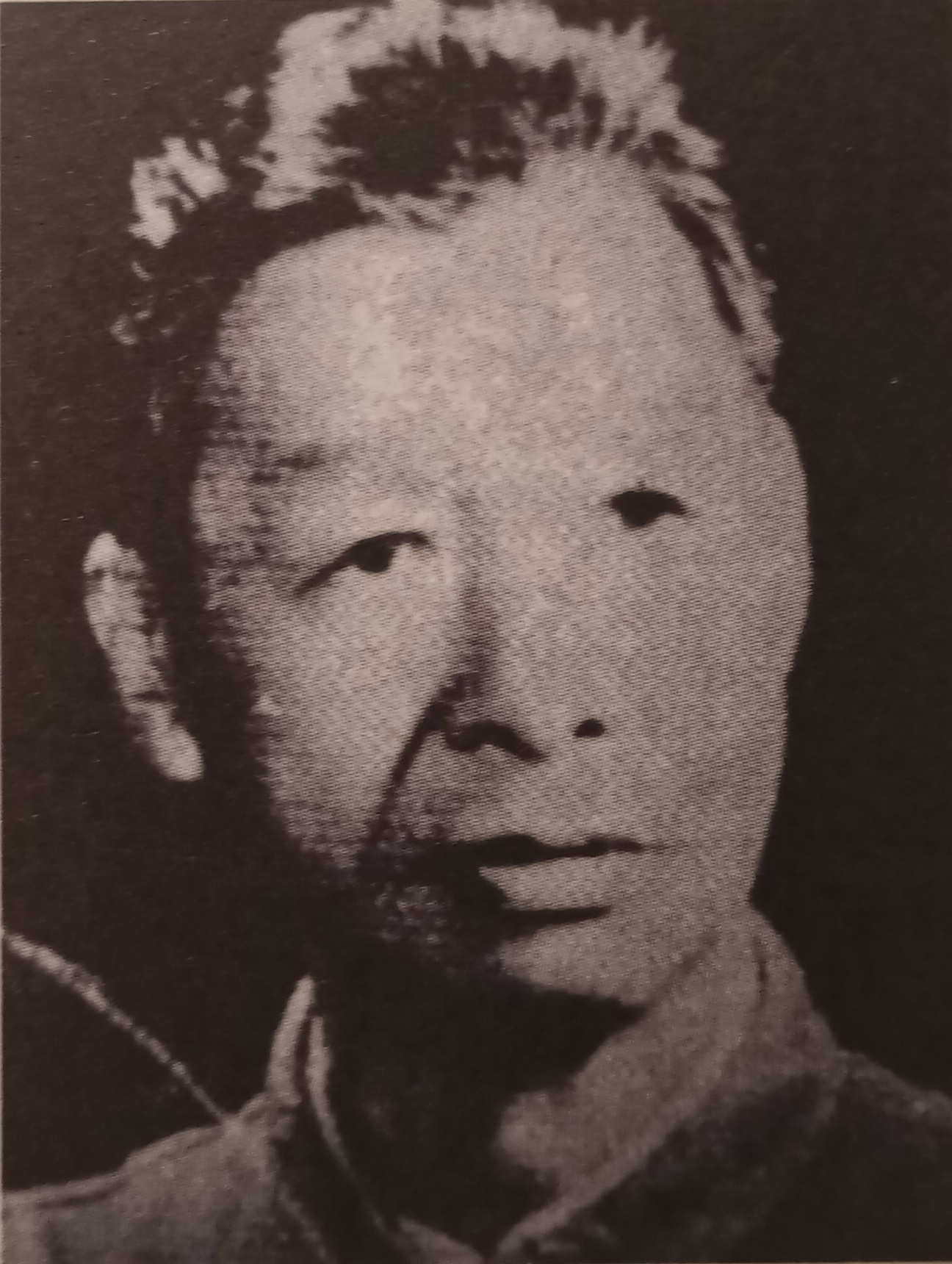
蒋家杰

蒋家杰（1914年11月—1984年8月12日），字汉民，汉族（另一说系契丹后裔），云南省勐板芒牛坝（今属芒市勐戛镇）人。曾任勐板土千总代办，1945年加入中国国民党，中华人民共和国成立后任潞西县联合政府副县长、德宏州政协副主席等职:109。

## 生平
蒋家杰出身土司世家，是勐板土千总蒋广发的次子，1932年从龙陵县两级小学毕业，1935年赴腾冲参加省训团为沿边土司子女举办的培训班学习。1942年日军占领潞西后，迫于形势，蒋家杰出任“维持会”的副会长。1945年加入中国国民党，被委派为勐板区分部书记。1946年，其兄蒋家俊（系末任勐板土千总）病故，蒋家杰出任土千总代办。中华人民共和国成立后，1950年8月28日，蒋家杰与芒市土司代办方克光、陇川土司多永安、遮放土司多英培、勐卯土司衎景泰联合订立“拥护解放誓词”。后任潞西县民族联合政府协商委员会委员、潞西县各族各界联合政府副县长、德宏自治区人民委员会建设科长、德宏州第一、二、三、四届政协副主席、云南省政协委员等职。文化大革命期间遭到迫害，下放施甸农村劳作，十一届三中全会后回到芒市，任德宏州第五届政协副主席。1984年8月12日病故于昆明，骨灰葬于芒市公墓。:265-267:507-508

## 家庭
勐板蔣家與果敢土司楊家聯姻。蒋家杰之妻为杨翠英，系果敢土司杨文炳之妹，1984年10月病故于芒市，二人育有五男四女:267。
三弟蒋家骅，为云南民族学院教授:32。